# Avogadro (Moleküleditor)
Avogadro ist ein Programm zum Editieren und Visualisieren von Molekülen. Es ist plattformunabhängig für die Anwendung in der Computerchemie, der molekularen Modellierung, der Bioinformatik, den Materialwissenschaften und verwandten Gebieten entwickelt worden. Durch eine Plug-in-Architektur lässt es sich erweitern. Der Quelltext untersteht der GNU General Public License (GPL) Version 2 und weiteren freien Lizenzen.

## Funktionen
Standardmäßig wird die Chemical Markup Language als Dateiformat verwendet. Unter Verwendung von OpenBabel sind zahlreiche weitere Formate möglich. Avogadro ist sowohl eine grafische Oberfläche mit Hilfe der Qt-Bibliothek als auch eine Programmierschnittstelle. Erweiterungen inklusive des Renderings, interaktiven Werkzeugen, Befehlen können in Form von Python-Skripten oder C++ implementiert werden. Es integriert Unterstützung für PubChem und die Protein Data Bank. In späteren Versionen wurde Unterstützung für Kristallstrukturen hinzugefügt.
Die Bibliothek von Avogadro ist in Kalzium integriert. Das Projekt steht unter der Schirmherrschaft von Blue Obelisk.